# Tasman Lake
Der Tasman Lake ist ein Gletschersee, der durch den Rückzug des Tasman-Gletschers auf der Südinsel Neuseelands entstand.
In den frühen 1970er Jahren gab es mehrere kleine Schmelzwasserseen am Tasman Glacier. Bis 1990 waren diese zum Tasman Lake verschmolzen.

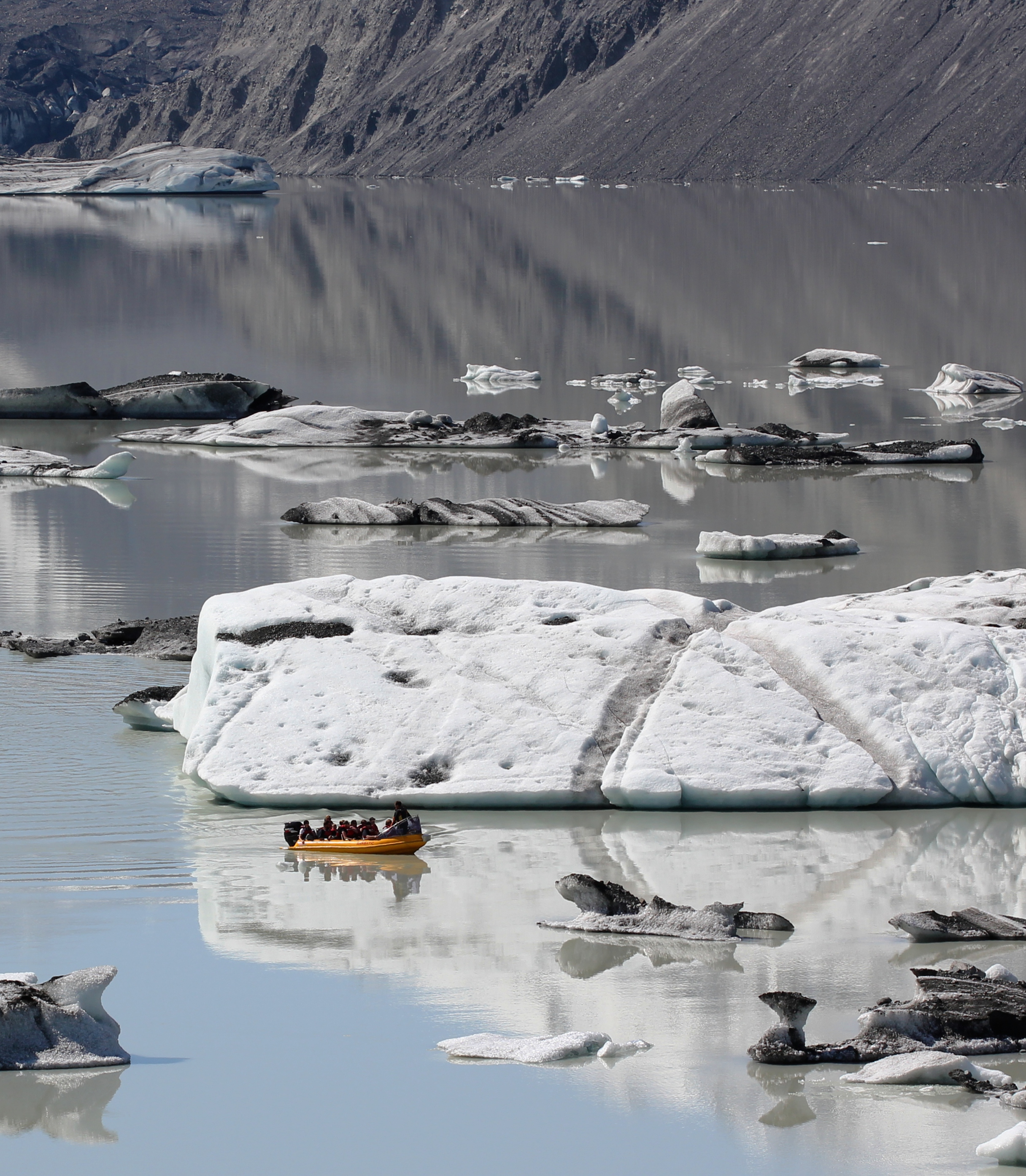
Touristenboot zwischen den Eisbergen auf dem Tasman Lake

Der See beschleunigte in der Folge den Rückzug des gleichnamigen Gletschers. Anfangs unterspülte der See die Gletscherfront, die daraufhin abbrach. Nun befindet sich eine etwa 50–60 m breite Front aus Gletschereis unterhalb des Wasserspiegels, von der regelmäßige Eisberge abbrechen, die auf den See hinaustreiben. So ist mehr Gletschereis mit dem Wasser in Kontakt, was die Abschmelzrate erhöht. 2008 war der See 7 km lang, 2 km breit und 245 m tief. Es wird erwartet, dass er in den darauffolgenden ein bis zwei Jahrzehnten 16 km Länge erreicht.
Der Tasman Lake, der Gletscher und die umliegenden Berge sind Teil des Mount-Cook-Nationalparks.
Auf dem See werden Bootsausflüge für Touristen angeboten. Das Department of Conservation bietet drei- bis fünftägige Aufenthalte im Rahmen des in neuseeländischen Schulen üblichen Learning outside the classroom für Schulklassen an.
Der See ist nach dem holländischen Entdecker Abel Tasman benannt.